# Leonzio II di Bordeaux
Leonzio (... – Bordeaux, prima del 574) è stato vescovo di Bordeaux, a metà del VI secolo, venerato come santo dalla Chiesa cattolica.
Le poche informazioni storiche sulla vita di san Leonzio sono note grazie alla  Historia Francorum di Gregorio di Tours e ai Carmina di Venanzio Fortunato. Secondo quest'ultimo autore, Leonzio, successore di un omonimo vescovo, fu il tredicesimo pastore di Bordeaux e visse 54 anni. Venanzio Fortunato conobbe Leonzio dopo il suo passaggio a Bordeaux, avvenuto tra il 567 e il 570; Leonzio perciò morì durante o poco dopo questo periodo e prima del 574, anno in cui è documentato per la prima volta il suo successore Bertecramno.
Nacque attorno al 515/516 da una nobile famiglia gallo-romana, e da giovane prese parte ad una spedizione militare in Spagna. Era sposato con Placidina, pronipote di Sidonio Apollinare. In seguito divenne vescovo di Bordeaux, e come tale è documentato in alcuni concili celebrati in Gallia: V Concilio di Orléans nel 549, dove si fece rappresentare dal presbitero Vincenzo; Parigi nel 553, dove fu deposto il vescovo parigino Suffaraco; ancora Parigi nel 560 circa. In epoca incerta tra il 561 e il 567 convocò un concilio provinciale a Saintes.
Nelle fonti coeve è ricordato soprattutto per la sua attività di costruttore. A lui si devono la costruzione della cattedrale di Bordeaux, e delle basiliche di San Vincenzo a Mas d'Agenais, di San Nazario a Sainte-Foy, di San Viviano a Saintes, senza contare le numerose costruzioni iniziate dai suoi predecessori e da lui portate a termine.
L'odierno martirologio, riformato a norma dei decreti del Concilio Vaticano II, ricorda il santo vescovo alla data dell'11 luglio con queste parole: